# Sesarma windsor
Sesarma windsor is een krabbensoort uit de familie van de Sesarmidae. De wetenschappelijke naam van de soort is voor het eerst geldig gepubliceerd in 1994 door Türkay & Diesel.